# Fort Indiantown Gap (Pensilvânia)
Fort Indiantown Gap é uma Região censo-designada localizada no estado americano de Pensilvânia.

## Demografia
Segundo o censo americano de 2000, a sua população era de 85 habitantes.

## Geografia
De acordo com o United States Census Bureau tem uma área de
49,2 km², dos quais 48,8 km² cobertos por terra e 0,4 km² cobertos por água.

## Localidades na vizinhança
O diagrama seguinte representa as localidades num raio de 16 km ao redor de Fort Indiantown Gap.